# Mirco Gennari
Mirco Gennari (född 29 mars 1966 i San Marino) är en före detta professionell fotbollsspelare från San Marino. Han gjorde 48 landskamper för San Marinos fotbollslandslag mellan 1992 och 2003.
- Första landskamp: Italien 4-0 San Marino 19 februari 1992 i Cesena.
- Sista landskamp: Sverige 5-0 San Marino 6 september 2003 i Göteborg.
- Landskamper: 48.
- Mål 0.
- Position: Försvarare.